# NDR 1 Welle Nord
NDR 1 Welle Nord ist ein deutscher Hörfunksender. Er gehört zu den vier Landesprogrammen des Norddeutschen Rundfunks.

## Geschichte
NDR 1 Welle Nord startete am 2. Januar 1981 als Landesprogramm für Schleswig-Holstein und wurde bis April 1989 in mehreren Schritten zum Vollprogramm ausgebaut.
Heute sendet NDR 1 Welle Nord von Montag bis Freitag zwischen 5:00 und 21:00 Uhr und am Wochenende zwischen 6:05 und 21:00 Uhr ein eigenes Programm. In der restlichen Zeit übernimmt die Landeswelle die gemeinsame ARD-Abendsendung, den ARD Abend vom MDR (ab 21:00 Uhr) und die ARD-Hitnacht (ab 23:00 Uhr), welche ebenfalls vom MDR produziert wird.

## Zielgruppen, Programm, Marktanteil
Der Sender richtet sich hauptsächlich an die mittlere, bis 2011 auch an die ältere Generation. Der derzeitige Werbeslogan (Claim) lautet: Wir lieben Musik, wir lieben Schleswig-Holstein. Moin!. Das Musikangebot bestand lange zum einen Teil aus Schlagern, Oldies und jüngerer Musik der letzten beiden Jahrzehnte, aber auch aus aktueller Musik. Der Sender entwickelte sich von 2008 bis 2012 vom Schlagersender zum Popsender. Zunächst wurde 2008 der Schlageranteil von 70 % auf 20 % reduziert und der Oldieanteil von 30 % auf 50 % erhöht. Außerdem wurde 20 % moderner Chartpop ins Programm genommen. 2011 wurde der Schlager komplett aus dem Programm genommen. Zu hören waren dann 50 % Oldies der 60er und 70er, 25 % Hits der 80er und 90er und 25 % moderner Pop. 2012, im letzten Modernisierungsschritt, wurde der Oldieanteil der 60er und 70er auf 30 % reduziert, der Anteil der 80er und 90er auf 40 % erhöht und der Anteil von moderner Musik auf 30 % erhöht. Hier kam nun u. a. auch Musik der Toten Hosen, Lady Gaga usw. hinzu.
Dreimal am Tag wird zur regionalen Berichterstattung in die Studios in Flensburg (NDR-Studio Flensburg), Heide, Norderstedt, Lübeck und Kiel auseinandergeschaltet. Außerdem gibt es im Programm häufig Sportberichte, z. B. aus der Handball-Bundesliga oder der Fußball-Regionalliga. In der Regel wird, außer in den Sendungen „Von Binnenland und Waterkant“, „Zur Sache“, „Beat Classics“ und „Hits und Oldies“, bloß ein deutsches Lied pro Stunde gespielt.
Mit 21,4 % Marktanteil ist NDR 1 Welle Nord Marktführer in Schleswig-Holstein, der nächste Wettbewerber (NDR 2) erreicht 20,9 %, R.SH als Dritter 18,7 %.
NDR 1 Welle Nord wurde bislang zum achten Mal Marktführer.

## Bekannte Sendungen

### Von Binnenland und Waterkant
Montag–Freitag: 19:05–21:00 Uhr
Das erste Mal zu hören war die Sendung am 16. Mai 1951 als Regionalsendung im Radioprogramm von NWDR 1 für das Land Schleswig-Holstein aus dem Studio Flensburg. Auch heute noch ist es die namhafteste Sendung dieser nun NDR 1-Landeswelle. Heutzutage handelt es sich um das Feierabendmagazin der NDR 1 Welle Nord. Es werden Themen, Menschen und Veranstaltungen im ganzen Land vorgestellt. Von Binnenland und Waterkant wurde im ältesten Studio Schleswig-Holsteins, dem NDR-Studio Flensburg geboren und ist zugleich die älteste Rundfunksendung des Landes. 2011 wurde der 60. Geburtstag der Sendung gefeiert. Durch die Sendung führen wechselnde Moderatoren. Donnerstags war das Ostseemagazin von 21:05 bis 22:00 Uhr fester Bestandteil der Sendung. Das Ostseemagazin ist eine Gemeinschaftsproduktion vom NDR und dem schwedischen Radio Sveriges Radio. Innerhalb des Magazins berichten Reporter über Neuigkeiten aus dem gesamten Ostseeraum, so z. B. aus Schweden, Finnland, Polen, Russland und auch aus Norddeutschland.

### Niederdeutsches Hörspiel
Jeden zweiten Freitag: 20:05–21:00 Uhr
Jeden zweiten Freitag um 21:05 Uhr kann man das Niederdeutsche Hörspiel hören. Dabei werden Klassiker aus den NDR Archiven, als auch Neuproduktionen zeitgenössischer Autoren über den Sender geschickt. Die Inhalte reichen von derb-lustig bis kritisch-besinnlich.

### Zur Sache
Sonntag: 18:05–20:00 Uhr
In dieser Sendung wird ein Thema aus dem Land genommen, das dann mit verschiedenen Gästen im Studio oder in der Außenproduktion diskutiert wird. An dieser Diskussion können sich auch die Hörer über das Telefon oder E-Mail beteiligen.

### Hör mal ’n beten to
Die kleine Sendung Hör mal ’n beten to besteht aus einem Kommentar oder einer Glosse der Radiosprecher zu Alltagsthemen oder Themen zum aktuellen Tagesgeschehen. Vor vielen Jahren noch mehr als zehn Minuten lang am Morgen zu hören, wird sie jetzt zwischen 10–12 Uhr und wiederholt um 20–22 Uhr herunterformatiert auf zweieinhalb Minuten gesendet.

## Mitarbeiter

### Moderatoren
Stamm-Team: (Montag–Freitag)
- Horst Hoof / Moin! Schleswig-Holstein
- Mandy Schmidt / Moin! Schleswig-Holstein[9]
- Jan Bastick / Schleswig-Holstein mittendrin
- Julian Krafftzig / Der Tag in Schleswig-Holstein

Verschiedene Sendungen:
- Dennis Brandau
- Leslie Hodam
- Christina Gronwald
- Thomas Lenz
- Katharina Laß
- Lina Bande
- Benedikt Stubendorff
- Insa Söhrnsen
- Miriam Pede

Quelle:

## Weitere bekannte Mitarbeiter
- Meeno Schrader, Wetterexperte

### Ehemalige Moderatoren
- Wilken F. Dincklage (1942–1994)
- Uwe Arkuszewski (1962–2004)
- Wolf-Dieter Stubel (1941–2023)
- Britta von Lojewski (* 1963)
- Gerrit Derkowski (* 1969)
- Christian Schröder (* 1953)
- Petra Wanitschka (1966–2015)[11]
- Holger Thomas (* 1956)
- Jürgen Koppelin (* 1945)
- Alexander Bommes (* 1976)
- Jens Schulenburg (* 1970)
- Jan Malte Andresen (* 1972)

## Empfang
Der Sender ist über folgende UKW-Frequenzen zu empfangen:
| Senderstandort               | MHz   | Effektive Strahlungsleistung in kW | Maximale Effektive Antennenhöhe |
| ---------------------------- | ----- | ---------------------------------- | ------------------------------- |
| Sender Heide (Dithmarschen)  | 90,5  | 15                                 | 209 m                           |
| Kiel/Kronshagen-Heischberg   | 91,3  | 15                                 | 202 m                           |
| Flensburg/Engelsby-Fuchsberg | 89,6  | 25                                 | 250 m                           |
| Helgoland/Oberland           | 88,9  | 0,16                               | 120 m                           |
| Hamburg/Moorfleet            | 89,5  | 10                                 | 221 m                           |
| Sylt/Morsum-Nösse            | 90,9  | 5                                  | 85 m                            |
| Lübeck/Wallanlagen           | 93,1  | 0,5                                | 69 m                            |
| Lauenburg/Echem              | 94,7  | 0,3                                | 55 m                            |
| Bungsberg (NDR-Mast)         | 97,8  | 50                                 | 286 m                           |
| Mölln/Talkau-Lehmberg        | 104,5 | 20                                 | 150 m                           |
| Neumünster/Hasenkrug         | 106,4 | 20                                 | 180 m                           |

Am 22. November 2011 startete der Sender zudem via DAB+.

### Nutzung des Radio Data System
Seit Mitte März 2011 übermittelt Welle Nord über den RDS-Dienst den gespielten Song sowie den dazugehörigen Interpreten.